# Taupes marsupiales
Notoryctes
Ordre
Famille
Genre
 (juillet 2023).
Les Taupes marsupiales ou  Notoryctidés (Notoryctidae) sont une famille de mammifères marsupiaux qui vivent dans les déserts de l'Ouest australien.

## Taxinomie
Ce sont les seuls représentant de l'ordre Notoryctemorphia. L'unique genre vivant de cette famille, Notoryctes ne comprend que deux espèces:
- Notoryctes typhlops Thomas, 1920 — Taupe marsupiale du Sud ou Itjaritjari pour les aborigènes
- Notoryctes caurinus Stirling, 1891 — Taupe marsupiale du Nord

Elles sont si proches qu'elles ne peuvent pas être distinguées l'une de l'autre dans la nature.
Notoryctes est le nom remplaçant Psammoryctes Stirling, 1889 qui était préoccupé par Psammoryctes Poeppig, 1835 (Rodentia).

## Habitat

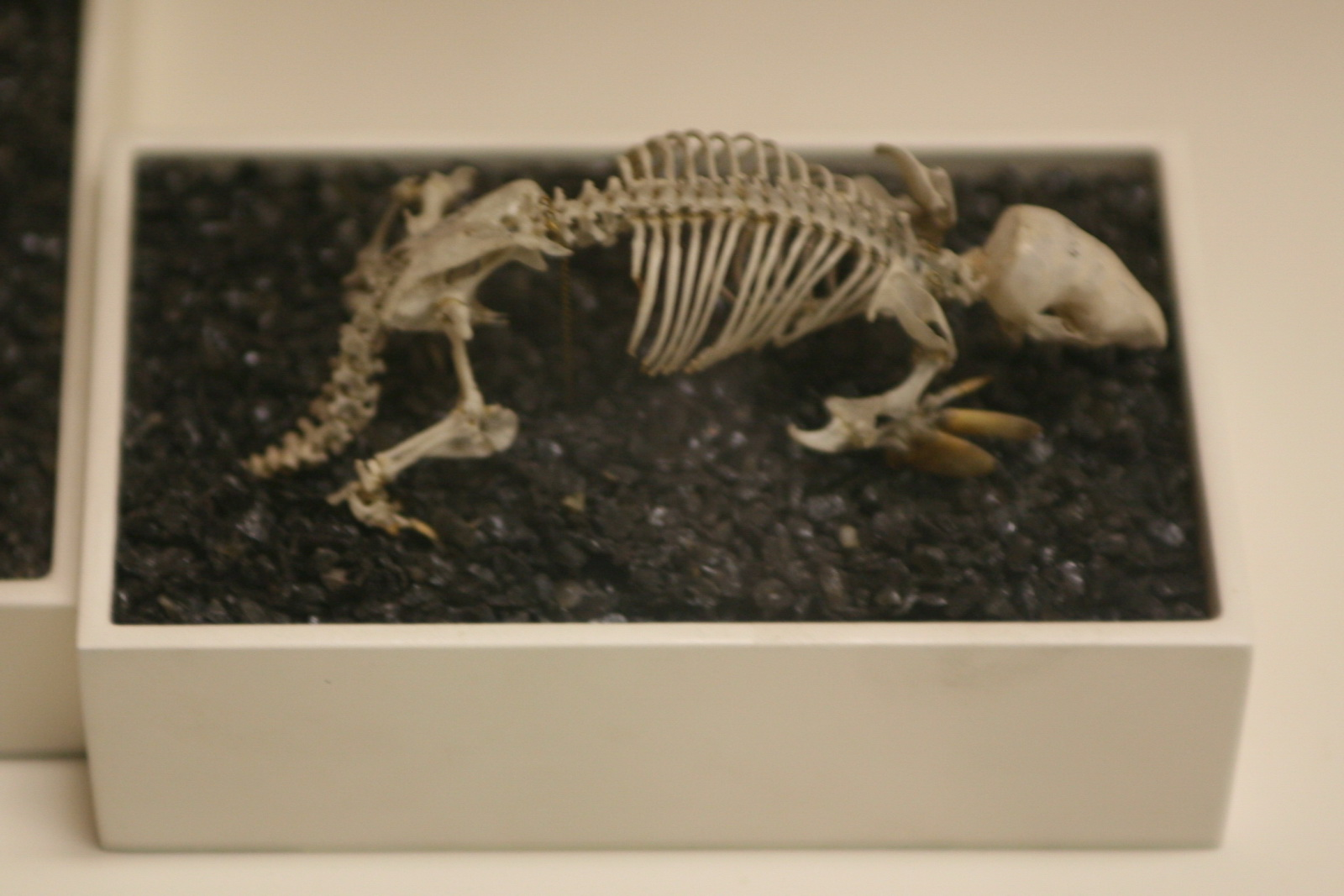
Squelette de taupe marsupiale.

Les taupes marsupiales passent le plus clair de leur temps sous terre, et ne remontent à la surface qu'occasionnellement, probablement juste après une averse. Elles sont aveugles, leurs yeux s'étant réduits à l'état de lentilles vestigiales, et elles n'ont pas d'oreille externe, juste une paire de petits trous cachés derrière une fourrure épaisse.
La tête a la forme d'un cône, avec un bouclier corné sur le museau. Le corps est tubulaire, la queue est courte avec un moignon glabre. Elles mesurent entre 12 et 16 cm de long et pèsent entre 40 et 60 grammes. Elles sont uniformément couvertes par une courte et fine fourrure qui va du crème pâle au blanc avec des reflets dorés. Leur poche marsupiale a évolué pour s'ouvrir non vers l'avant de l'animal mais vers l'arrière, ce qui permet d'éviter qu'elle ne se remplisse de sable lorsqu'elle creuse.
Les taupes marsupiales représentent un remarquable exemple de convergence évolutive avec les taupes en général, et avec les taupes dorées en particulier. Bien qu'elles ne soient reliées aux autres taupes que par le seul fait qu'elles soient toutes des mammifères, leur ressemblance extérieure montre que l'évolution a choisi des voies similaires dans ces différents milieux.
Pendant plusieurs années, leur place au sein des marsupiaux a été fortement débattue, certains voyant en elles des descendantes des Diprotodontia (le groupe de marsupiaux le plus important aujourd'hui), d'autres, des similarités avec une grande variété de créatures, ce qui leur attribuait une origine bizarre. Le manque de fossiles n'a pas non plus permis de lever le mystère. En se basant sur le fait que les taupes marsupiales ont des points communs avec les autres marsupiaux, elles ont finalement été classées parmi les Notoryctemorphia. Les analyses moléculaires du début des années 1980 ont montré que les taupes marsupiales ne sont pas très proches des marsupiaux actuels mais qu'elles ont, depuis au moins 50 Ma, évolué de leur côté. Cependant, des comparaisons morphologiques suggèrent qu'elles sont apparentées aux bandicoots.
En 1895, le gisement nouvellement découvert de fossiles calcaires de Riversleigh, dans le Nord du Queensland amena une grande surprise : des fossiles de taupes marsupiales âgées de 15 à 20 Ma qui ne ressemblent pas réellement aux espèces actuelles, mais qui pourraient plus ressembler à leurs ancêtres. En elle-même, cette découverte de ces taupes marsupiales du Miocène ne recelait pas de grands mystères. Tout comme les formes modernes, elles avaient des caractères qui étaient des adaptations à la vie fouisseuse dans les sables du désert, comme de puissantes pattes fouisseuses. Le gisement de Riversleigh nous vient, d'ailleurs, d'un environnement non désertique : au Miocène, la zone de Riversleigh était une forêt tropicale.
Une hypothèse est que la taupe marsupiale du Miocène utilisait ces membres pour nager plutôt que pour creuser, mais la conception générale veut que cette caractéristique était probablement une adaptation à la vie fouisseuse dans d'épaisses couches de mousses, de racines et dans la litière des forêts tropicales, puis, lorsque cet environnement s'est lentement désertifié, les taupes marsupiales ont été déjà équipées pour faire face à ces nouvelles conditions de vie dans le désert de l'Ouest australien.